# Должик (Полтавская область)
Должик (укр. Довжик) — село,
Проценковский сельский совет,
Зеньковский район,
Полтавская область,
Украина.
Код КОАТУУ — 5321385002. Население по переписи 2001 года составляло 482 человек.

## Географическое положение
Село Должик находится на расстоянии до 2-х км от сёл Саранчовка и Тимченки.
К селу примыкает небольшой лесной массив урочище Задолжик.

## История
Документы Николаевской церкви есть в Полтавском (1898-1920) и Сумском архивах (1899-1917).
Село указано на специальной карте Западной части России Шуберта 1826-1840 годов как Довжин.

## Происхождение названия
В некоторых документах село называют Довжок.